# Heinrich von Kalden

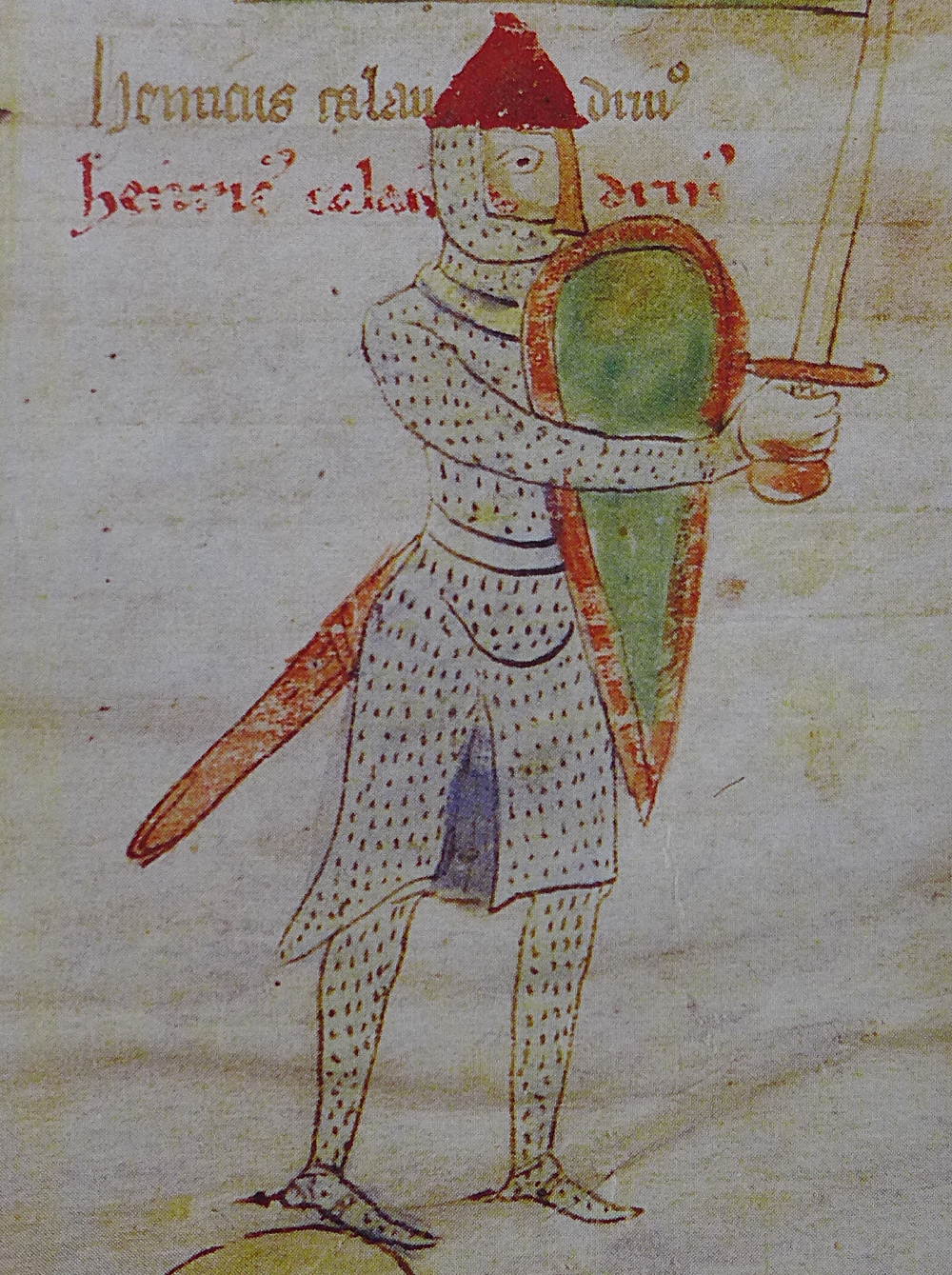
Heinrich von Kalden

Heinrich von Kalden (* vor 1175; † nach 1214) war kaiserlicher Marschall.
Heinrich von Kalden bekleidete unter Kaiser Heinrich VI. ab 1191 das Amt des Reichshofmarschalls. Sein Vater war vermutlich der Marschall von dessen Vater Friedrich I. Barbarossa, Heinrich Testa. Die Ritter und Reichsministerialen Haupt (lat. Testa) bzw. Kalendin gelten als Vorfahren der späteren Grafen von Pappenheim, Erbmarschälle des Heiligen Römischen Reichs.
Angeblich war Heinrich von Kalden der Gründer der Burg Kaltenburg. Er war oft zur Beilegung von Streitfällen Kämpfer im Zweikampf. So sollte er Ende des Jahres 1191 in einen Zweikampf mit dem Vogt der Stadt Straßburg treten, doch dieser erschien nicht. Weihnachten 1195 feierte er im Gefolge des Kaisers in der Pfalz Hagenau. Im folgenden Jahr begleitete er den Kaiser auf seinen Reisen im Rheingebiet. Im Mai und Juni 1197 warf er mit Markward von Annweiler einen Aufstand sizilianischer Barone nieder. Im selben Jahr wurde er mit der militärischen Leitung des Kreuzzugs Kaiser Heinrichs betraut. In Palästina waren die Fürsten jedoch nicht bereit, sich unter sein Kommando zu stellen, sodass Heinrich von Brabant an seine Stelle trat. Kurz vor seinem Tod belohnte ihn Kaiser Heinrich für seine Verdienste. Heinrich blieb auch weiter im Dienst der Staufer, unterstützte bis 1213 aber auch den welfischen Kaiser Otto IV. Im März 1209 tötete er den Mörder Philipps von Schwaben, Otto von Wittelsbach, im Kampf.